# Sicalis luteocephala
A Sicalis luteocephala a madarak osztályának verébalakúak (Passeriformes) rendjébe és a tangarafélék (Thraupidae) családjába tartozó faj.

## Rendszerezése
A fajt Alcide d’Orbigny és Frédéric de Lafresnaye írták le 1837-ben, az Emberiza nembe Emberiza luteocephala néven.

## Előfordulása
Az Andok-hegység keleti részén, Argentína és Bolívia területén honos. Természetes élőhelyei a  szubtrópusi és trópusi magaslati cserjések, valamint legelők. Állandó, nem vonuló faj.

## Megjelenése
Testhossza 14 centiméter.

## Életmódja
Kevés az információ, valószínűleg magvakkal táplálkozik.

## Természetvédelmi helyzete
Az elterjedési területe nagy, egyedszáma pedig stabil. A Természetvédelmi Világszövetség Vörös listáján nem fenyegetett fajként szerepel.